# Història del Sudan del Sud

Els deu estats del Sudan del Sud agrupats en les tres províncies històriques del Sudan:
Bahr el Ghazal
Ecuatoria
Greater Upper Nile

La història del Sudan del Sud abasta la història del territori actual del Sudan del Sud i dels pobles que l'habiten.
Hi ha poca documentació de la història de l'actual territori del Sudan del Sud fins al començament del domini egipci al nord durant la dècada de 1820 i la posterior ampliació de captures d'esclaus al sud. La informació abans d'aquella època es basa en gran manera en la història oral. Segons aquestes tradicions, alguns pobles nilòtics com els dinkes, nuers, shilluk i d'altres van entrar per primera vegada al Sudan del Sud en algun moment abans del segle x. Durant el període comprès entre el segle XV i el segle xix les migracions tribals, en gran part de la zona de Bahr al-Ghazal (Riu de la Gasela), van reunir aquests pobles a la seva ubicació actual. El poble zande (no nilòtic) va entrar al Sudan del Sud durant el segle xvi, i habità en l'estat més gran de la regió. En el segle xviii el poble avungara hi va entrar i ràpidament va imposar la seva autoritat sobre els zandes.

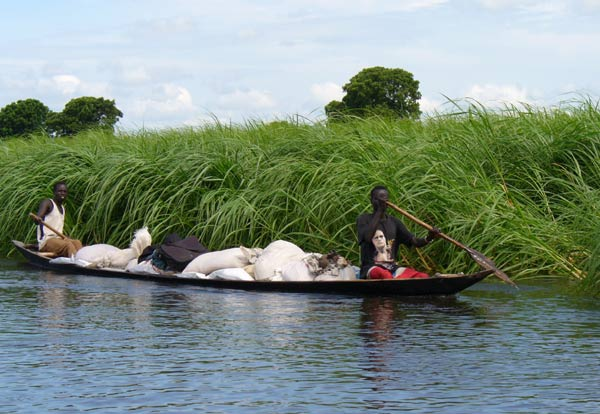
Transport al riu Nil

Durant segles, les barreres geogràfiques van impedir l'avenç de l'islam cap al sud del Sudan, i s'hi mantingué el domini avungara i el patrimoni social i cultural de les diverses ètnies que habitaven l'actual Sudan del Sud. Els intents de colonització francesos i belgues foren repel·lits per les guerrilles avungara i zande. De nou, a finals del segle xix l'arribada dels britànics i egipcis trencaria aquesta independència de les tribus sudaneses del sud.
Egipte, en aquesta època un estat vassall de l'Imperi Otomà, dominava el territori de l'actual Sudan des de 1821 i va realitzar el seu primer intent expansionista al sud quan en la dècada de 1870 el khediv Ismaïl Paixà creà la província d'Equatòria. El primer governador nomenat per part d'Egipte va ser el britànic Samuel White Baker el 1869, seguit per Charles George Gordon el 1874 i d'Emin Pasha el 1878. La rebel·lió dels anys 1880 a Egipte contra la forta influència europea va desestabilitzar la província naixent i Equatòria deixà d'existir com un lloc d'avançada d'Egipte el 1889. D'aquella època van romandre alguns assentaments, com Costat, Gondokoro, Dufile i Wadelai.

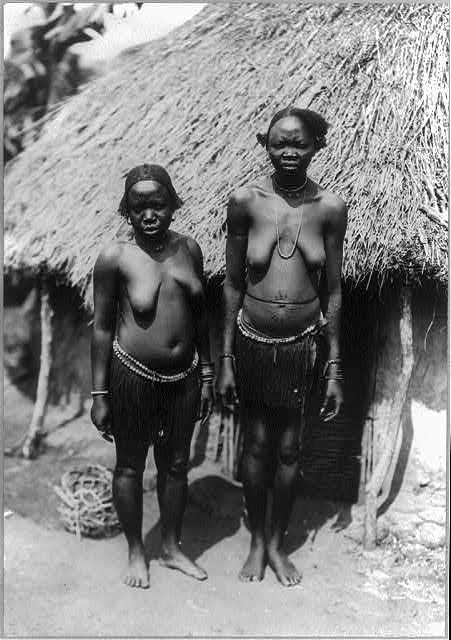
Dones d'una tribu nilòtica al Sudan angloegipci

La rebel·lió de Muhàmmad Àhmad va estendre la seva influència des del Sudan cap al sud, però després de la seva mort les seves forces no van poder mantenir-se cohesionades i foren derrotades per les forces angloegípcies, que finalment van establir el seu domini formant el condomini del Sudan angloegipci el 1899, i hi incorporaren l'antiga Equatòria. Mentrestant, el 1894 els colonitzadors belgues havien format el territori de Costat, un exclavament de l'Estat Lliure del Congo. A la mort del rei Leopold II de Bèlgica, el territori passà a mans britàniques, que l'incorporaren al Sudan, però dos anys després cediren la seva part meridional a Uganda.
Malgrat formar una única entitat, el Sudan angloegipci fou administrat com dos territoris diferents: mentre el sector nord era predominantment musulmà i parlant de l'àrab, al sud animista es fomentava l'ús de l'anglès. Després de la independència egípcia, els reis d'Egipte van exigir la incorporació de tot el Sudan al seu domini, la qual cosa fou rebutjada pel Regne Unit. La incapacitat dels egipcis de recuperar el Sudan despertà tant els sentiments revolucionaris a Egipte com els independentistes al Sudan. Davant la imminència de canvis, el Regne Unit decidí modificar l'estatus del Sudan: convocà una conferència a Juba el 1948. Encara que la idea inicial dels europeus era incorporar el sud del Sudan al seu protectorat a Uganda, finalment es decidí acabar amb el règim diferenciat i tenir una colònia unificada, malgrat les protestes dels sectors del sud. El 1953, finalment, britànics i egipcis van acceptar donar la independència al condomini i formar el 1956 la República del Sudan amb capital a Khartum, i de caràcter unitari.

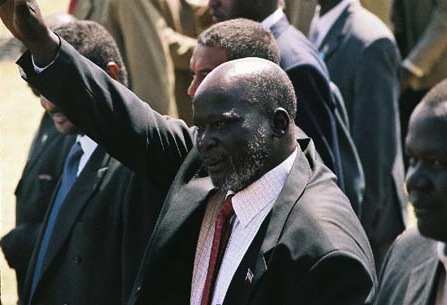
John Garang, líder de l'ELPS durant la Segona Guerra civil i primer president del Sudan del Sud com a govern autònom

Les tensions entre ambdós grups ètnics sota un únic govern no van tardar a sortir a la llum; el 1955, uns soldats del sud van protagonitzar uns motins que derivaren en la Primera Guerra Civil sudanesa. El conflicte, que enfrontà el govern central amb el Moviment d'Alliberament del Sud del Sudan, acabà el 1972 amb la signatura d'un protocol de pau a Addis Abeba que permetria la creació d'un govern autònom al Sudan del Sud. L'acord atorgaria una dècada de pau fins que el president sudanès Gaffar Nimeiry anunciés l'establiment d'un estat islàmic i l'aplicació de la xaria a tot l'estat, cosa que provocaria l'esclat de la Segona Guerra Civil sudanesa.
Després d'anys d'enfrontament, el conflicte acabà oficialment amb la signatura d'un acord de pau el gener de 2005 entre el govern del Sudan i l'Exèrcit d'Alliberament del Poble del Sudan (ELPS). L'acord restablí el govern autònom sud-sudanès per sis anys, després del qual termini es realitzaria un referèndum sobre una possible secessió. Aquest referèndum es feu el gener de 2011 i atorgà una aclaparadora majoria d'un 98,83% a l'opció independentista. Després d'aquests resultats, el govern sudanès d'Omar al-Bashir va acceptar la divisió de l'estat, que es va dur a terme el 9 de juliol de 2011, quan es va proclamar oficialment la República del Sudan del Sud.

## Guerres civils
Després de la independència del Sudan, el sud de l'estat es veié afectat per dues guerres civils, que van provocar una gran destrucció, fre al desenvolupament, així com l'expulsió de milions de persones. S'estima que en aquestes dues guerres civils han mort uns 2.500.000 de persones i uns 5.000.000 de persones han estat desplaçades, i s'han convertit en refugiades.

### Primera Guerra Civil
El 1955, un any abans que el Sudan declarés la independència, esclatà la Primera Guerra Civil del Sudan, en què els sudanesos del sud pretenien obtenir major representació i autonomia regional. Durant disset anys, el govern sudanès lluità contra l'exèrcit rebel Anyanaya. El 1971 Joseph Laguna reuní totes les faccions rebels sota el comandament del seu Moviment d'Alliberament del Sudan del Sud (MLSS). Per primera vegada els rebels disposaven d'una estructura de comandament unificada per aconseguir la secessió i la formació de l'estat independent del Sudan del Sud. També fou la primera organització que s'establí com a portaveu i negociadora de tot el sud del Sudan. La mediació del Concili Mundial d'Esglésies (CMI) i la Conferència d'Esglésies de tota Àfrica (CITA), finalment portà a la signatura d'un acord entre els sudanesos del nord i del sud a Addis Abeba el 1972, que establí la Regió Autònoma del Sudan del Sud entre aquest any i el 1983.

### Segona Guerra Civil

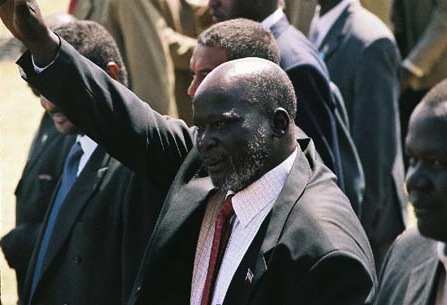
John Garang fundà i dirigí l'Exèrcit d'Alliberament del Poble del Sudan durant la Segona Guerra Civil del Sudan

El 1983 el president del Sudan Gaafar Nimeiry declarà que tot el Sudan es convertia en un estat islàmic sota la sharia, incloent-hi la majoria no musulmana del territori del sud. La Regió Autònoma del Sudan del Sud va ser dissolta el 5 de juny de 1983, i es dissolgué l'acord d'Addis Abeba. En resposta a aquest acte unilateral, es formà l'Exèrcit d'Alliberament del Poble del Sudan, sota el lideratge de John Garang i esclatà la Segona Guerra Civil del Sudan. Aquesta guerra va durar 22 anys (fins a l'any 2005), i va esdevenir la guerra civil de més llarga durada d'Àfrica. L'any 2005 s'arribà a un acord de pau que fou signat a Nairobi mitjançant la mediació de l'Autoritat Intergovernamental de Desenvolupament (AIGD), així com un consorci de països donants. Aquest acord va durar fins a l'any 2011, moment en què el Sudan del Sud va declarar la independència.

### Conflicte del Kordofan del Sud
Al Kordofan del Sud el 6 juny del 2011 va esclatar un conflicte armat entre els exèrcits del Sudan del Nord i del Sudan del Sud, abans de la declaració formal d'independència del Sudan del Sud del 9 de juliol. El conflicte va acabar amb un acord entre les dues parts per retirar-se d'Abyei.
A finals de juny, diversos interlocutors internacionals, incloent-hi les Nacions Unides, van proposar desplegar a 4.200 soldats etíops a Abyei per mantenir la pau entre les dues parts. L'abril del 2012 la situació es va agreujar, entre altres raons per la presa del camp petrolífer de Heglig per part de tropes afins a les pretensions territorials del Sudan del Sud.

### Referèndum d'Independència
Entre el 9 i el 15 de gener del 2011 el poble del Sudan del Sud va votar entre romandre com a part del Sudan o a favor de la independència. El 30 de gener del 2011 un 98,83% de la població havia votat a favor de la independència.

## Independència

Bandera de la República del Sudan del Sud

A mitjanit del 9 de juliol del 2011 Sudan del Sud es va convertir en un país independent amb el nom de República del Sudan del Sud. El 14 de juliol el Sudan del Sud es va convertir en el país 193 que passava a formar part de les Nacions Unides.
Encara hi ha diversos problemes sense resoldre amb el Sudan, com els recursos petrolífers, doncs s'estima que un 80% del petroli del Sudan procedeix de Sudan del Sud, la qual cosa representaria un gran potencial econòmic per a un dels llocs més pobres del món. La regió d'Abyei encara segueix en disputa i està previst un referèndum per a determinar si els seus habitants volen unir-se al Sudan del Nord o del Sud.

### Rebel·lions
Actualment el Sudan del Sud es troba en guerra almenys per set grups armats. Segons les Nacions Unides la guerra encara afecta nou dels deu estats del Sudan del Sud, amb desenes de milers de refugiats. S'ha acusat el govern de voler romandre indefinidament en el poder, sense representar ni donar suport amb justícia a tots els grups ètnics, alhora que descura el desenvolupament de les zones rurals.
En un intent de desarmar els grups rebels shilluk i murle, moltes aldees han estat arrasades, centenars de dones i nenes violades, i un nombre sense determinar de civils han estat assassinats.
Els civils afirmen que se'ls ha torturat, arrencant les ungles, els nens han estat utilitzats com a ostatges perquè els seus pares lliurin les armes i els camperols han estat cremats en les seves barraques si se sospita que han donat aixopluc als rebels. El maig del 2011 suposadament l'exèrcit sudsudanès va cremar més de set mil cases a l'estat d'Unity.

### Cop d'estat del 2013
El diumenge 15 de desembre del 2013, un intent de cop d'estat va provocar una nova Guerra Civil al Sudan del Sud. Segons la versió donada pel president electe, Salva Kir, una facció de l'exèrcit fidel a l'ex-vicepresident Riak Mashar s'hauria alçat en armes a la capital de l'estat, Juba, tot i que les forces governamentals van aconseguir sufocar-la. Tot i això, el cop sí que va tenir èxit en altres llocs, fet que provocà un clima de violència que feu que milers de persones es desplacessin cap a les instal·lacions que allí té l'ONU. Segons aquest organisme, el dia 18 de desembre ja hi havia més de 500 morts i 20.000 desplaçats a causa d'aquest conflicte.
El 19 de desembre els rebels, liderats pel general Peter Gadet, que feia uns mesos ja havia desafiat al govern, van ocupar la ciutat de Bor, capital de la regió de Jonglei.
El 2015 a causa del conflicte més de 30.000 persones vivien amb risc de morir de fam.
L'Organització de les Nacions Unides denuncià en març del 2016 que les autoritats de l'estat permetien als aliats violar tot el que els apetira.